# Schloss Commarin

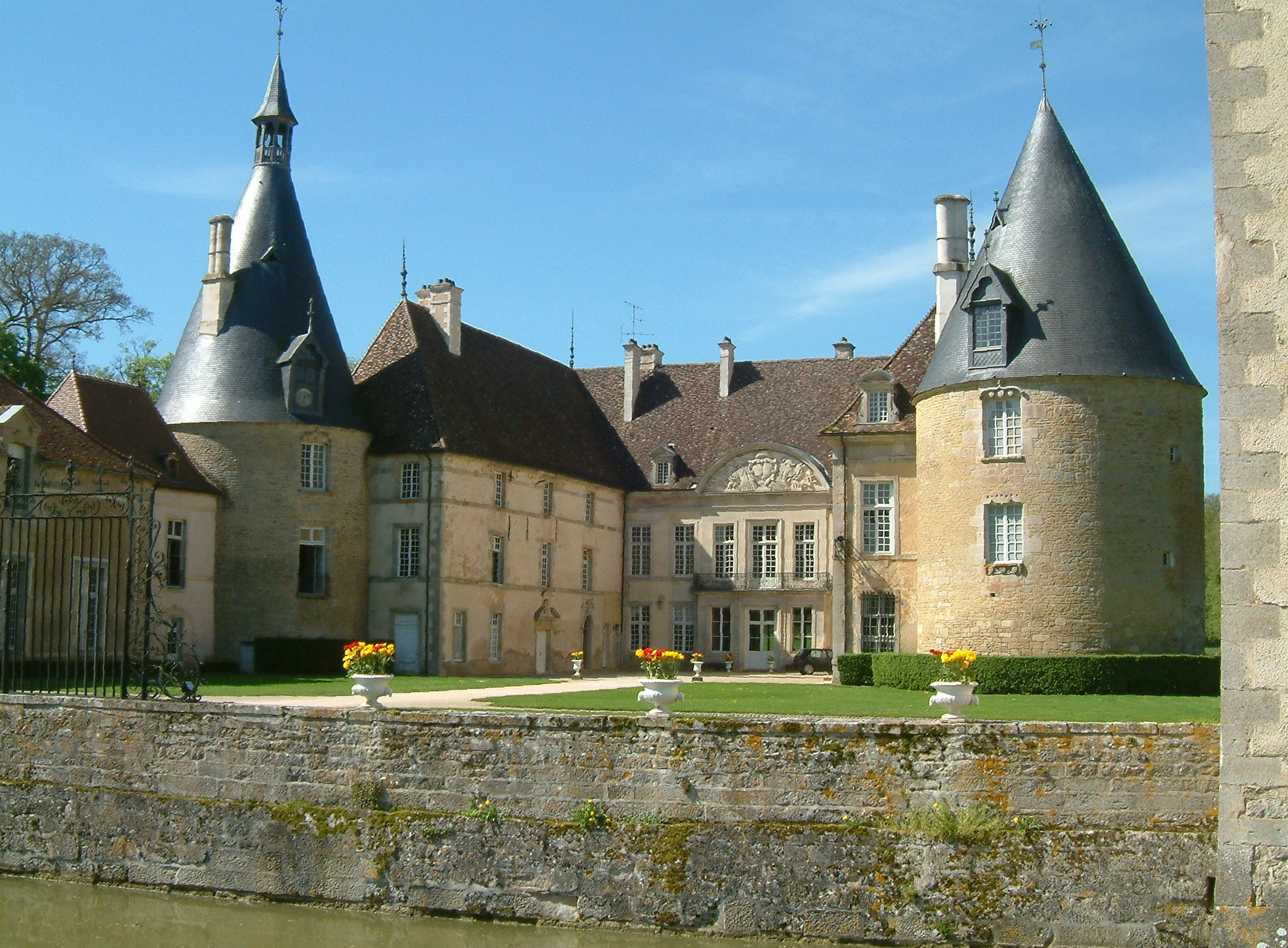
Logis des Schlosses Commarin, Ansicht von Nordosten

Das Schloss Commarin (französisch Château de Commarin) ist ein französisches Wasserschloss im Stil des klassizistischen Barocks. Es steht im Herzen Burgunds in der Ortschaft Commarin, Département Côte-d’Or, etwa vier Kilometer nördlich von Châteauneuf-en-Auxois.
Die Wurzeln der heutigen Anlage sind in einem festen Haus aus dem 12. Jahrhundert zu suchen, das von den Herren von Commarin an die Familie Courtiamble kam. Trotz seiner rund 900-jährigen Geschichte wurde das Anwesen niemals verkauft, sondern immer innerhalb der Familie vererbt. Da dies oft über Erbtöchter geschah, sind mit Commarin die Namen von einigen der damals mächtigsten burgundischen Adelshäuser verbunden. Derzeit ist es im Besitz der 26. Familiengeneration.
Zu Beginn des 15. Jahrhunderts weiter befestigt, erhielt das Schloss sein heutiges Aussehen durch Neubauten und Modernisierungen im 17. und 18. Jahrhundert, denn im Gegensatz zu vielen anderen französischen Schlossbauten überstand Commarin sowohl die Französische Revolution als auch beide Weltkriege gänzlich unbeschadet.
Die Anlage befindet sich seit 1829 im Privatbesitz der Familie de Vogüé, kann aber in der Zeit von Ostern bis Allerheiligen täglich im Rahmen einer Führung entgeltlich besichtigt werden. Der Schlosspark steht Besuchern seit dem Jahr 2003 ebenfalls offen. Gebäude und Park sind seit dem 21. September 1949 als Monument historique klassifiziert.

## Geschichte

### Anfänge
Schloss Commarin geht vielleicht auf eine römische villa rustica zurück, eine urkundlich Erwähnung Commarins als festes Haus aus dem 12. Jahrhundert fand jedoch erst im Jahr 1214 statt, als mit Aubert der Commarin auch der erste namentlich bekannte Besitzer genannt wurde. 1346 übereignete Pierre de Commarin, der ohne männlichen Erben geblieben war, das befestigte Haus seinem Neffen Jean de Courtiamble, auch Courte Jambe geschrieben, was im Deutschen „kurzes Bein“ oder auch „Kurzbein“ bedeutet. Jeans Sohn Jacques war Kammerherr des burgundischen Herzogs Philippe le Hardi. Er baute das befestigte Anwesen zu Beginn des 15. Jahrhunderts zu einer Burg aus. Diese war von einem doppelten Wassergraben und einer viereckigen Ringmauer umgeben, deren Ecken von massiven Rundtürmen markiert wurden. Nordöstlich war ihr eine annähernd trapezförmige Vorburg vorgelagert, die vom Hauptgebäude durch einen Graben getrennt war. Zeugen dieser damaligen Anlage sind auch heute noch die Wassergräben, die Schlosskapelle und zwei massive Rundtürme. Zur Burg gehörten außerdem Nutz- und Ziergärten sowie Fischteiche. Jacques gab die Seigneurie Commarin samt der Burg seiner ältesten Tochter Agnès als Mitgift, als sie um die Mitte des 15. Jahrhunderts Jean de Dinteville, den Herrn von Chenet, heiratete. Über den Sohn Claude kam der Besitz 1477 an Jacques de Dinteville. Er war Ratgeber des Königs Ludwig XI. und Vertrauter von dessen Nachfolger Franz I., den er 1521 in Commarin als Gast empfing. Seine Erbtochter Bénigne brachte den Besitz durch ihre 1500 geschlossene Ehe mit Girard (auch Gérard) de Vienne, vicomte de Beaune, an diese Familie. Sowohl Girard als auch sein Schwiegervater Jacques ließen grundlegende Veränderungen an den Gebäuden vornehmen, um sie den gehobenen Ansprüchen an Wohnkomfort anzupassen. Girards Sohn Françoise heiratete 1532 die Enkelin Agnès Sorels, Gilette de Luxembourg, und hatte mit ihr den gemeinsamen Sohn Antoine, der zum Dank für seine geleisteten Dienste im Mai 1588 vom französischen König Heinrich III. in den Grafenstand erhoben wurde.

### Umbau und Erweiterung zum Schloss

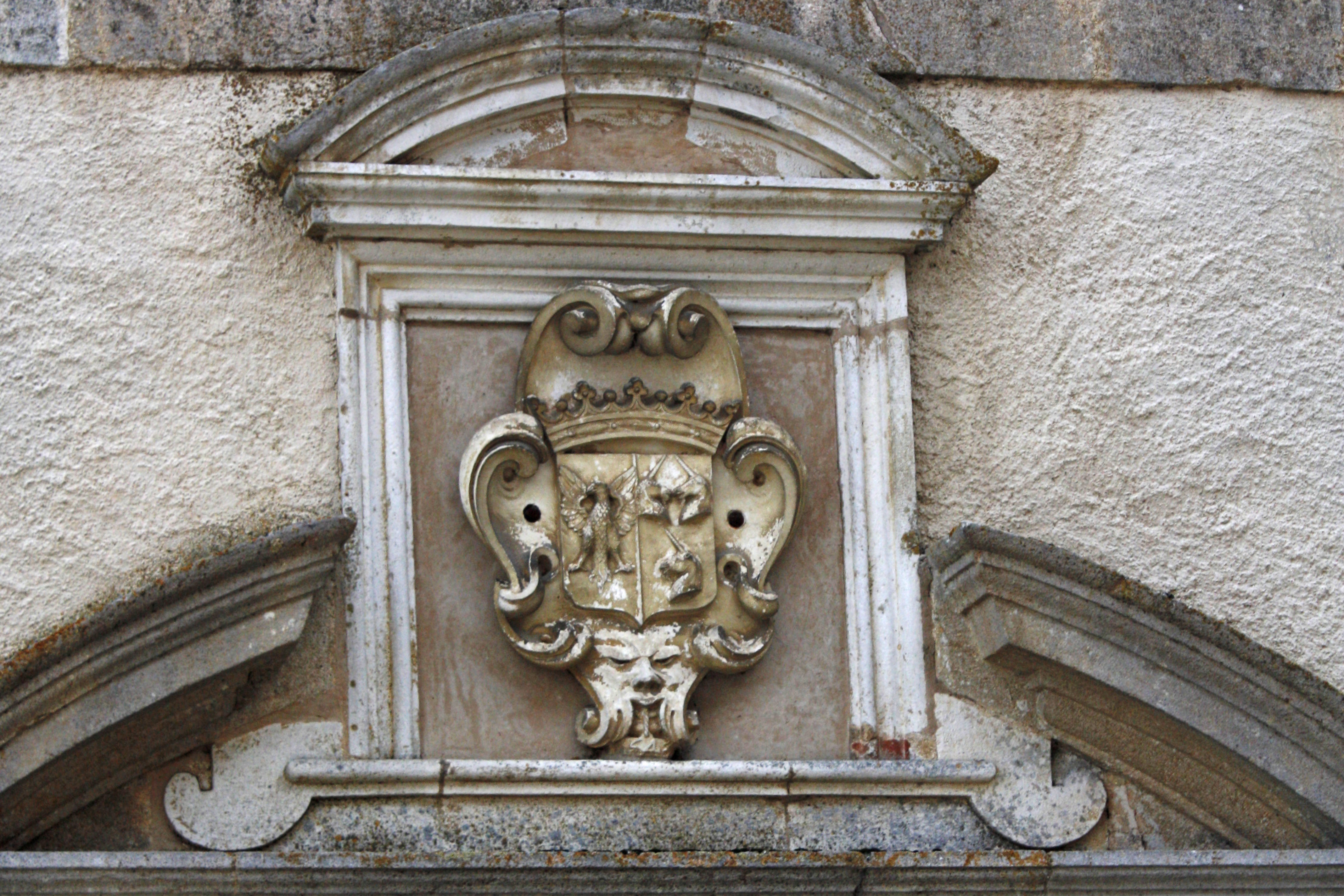
Die Wappen Charles I. de Viennes und seiner Frau am Südflügel weisen das Paar als dessen Bauherren aus.

Im ersten Viertel des 17. Jahrhunderts ließ Charles I. de Vienne grundlegende Umbau- und Erweiterungsarbeiten an der Anlage vornehmen. Der südöstliche Flügel des Hauptgebäudes (Logis) wurde vollkommen neu errichtet und die Kapelle darin integriert. Um eine bessere Aussicht auf den Vorhof zu haben, ließ Charles I. die nordöstliche Kurtine der Kernburg niederlegen und das Schloss damit zu der heutigen Dreiflügelanlage in Hufeisenform umgestalten. Außerdem ersetzte er die nordöstliche Wehrmauer der Vorburg durch eine niedrige Mauer mit Ädikulaaufsätzen. Von 1622 bis 1623 kam der Neubau eines langgestreckten Pferdestalls an der Südostseite des Vorburginsel hinzu. Das Gebäude ersetzte einen alten Jeu-de-Paume-Bau an gleicher Stelle. Weitere Neubauten unter Charles I. waren zwei hohe Pavillontürme an der Nordost- und Südostecke des Vorhofs sowie ein aufwändig gestaltetes Portal.
1699 oder 1701 stürzte der westliche Eckturm der Schlossanlage ein, woraufhin Charles II. de Vienne am 26. April 1702 umfangreiche Neubauten begann, die bis 1713 andauerten. Den eingestürzten Turm ließ der Schlossherr zwar nicht wiedererrichten, aber er ließ einen neuen Südwest- und einen neuen Nordwesttrakt bauen. Die Entwürfe für die Neubauten lieferte der Dijoner Architekt Philippe Pâris. Charles Witwe Anne de Chastellux vollendete die Umgestaltung der Anlage damit, dass sie den Graben, der das Logis vom Vorhof trennte, im Jahr 1717 zuschütten und die Pferdeställe durch den Bau eines Pavillons mit dem südöstlichen Logisflügel verbinden ließ. Die im Pavillon untergebrachten Appartements konnte Anne 1723 beziehen. Charles’ und Annes einziges Kind, die Tochter Marie-Judith, war 1725 durch ihre Heirat mit Joseph-François Damas Marquise von Antigny geworden. Durch ihre Tochter Alexandrine war sie Großmutter des berühmten Staatsmannes Talleyrand. Marie-Judith ließ zahlreiche Modernisierungen und Instandsetzungen am Schloss vornehmen. Sowohl die heutigen Wirtschaftsgebäude von 1751 wurden auf ihr Geheiß hin errichtet als auch der Pferdestall in den 1740er Jahren runderneuert, nachdem er 1744 in sich zusammengebrochen war. Daneben geht ein großer Teil der heute noch erhaltenen Inneneinrichtung auf die Marquise zurück.

### Seit der Revolution
Nachdem die Schlossanlage die Französische Revolution bemerkenswerterweise unbeschadet überstanden hatte, kam sie 1811 an Marie-Judiths Enkel, den Herzog Charles de Damas. Er war Intimus des späteren Königs Karl X., der ihm ein von François Gérard gemaltes, monumentales Porträt von sich schenkte, das heute im Großen Saal französisch Grand salle des Schlosses zu sehen ist. Charles’ Tochter Adélaide Louise Zéphirine heiratete 1802 den Grafen Charles de Vogüé, und ihr gleichnamiger Sohn erbte das Schloss beim Tod seines Großvaters im Jahr 1829.
Während des 19. Jahrhunderts wurde der aus der Mode gekommene französische Schlossgarten unter Charles de Vogüé (1808–1874) und seiner Frau Elisabeth de Beranger durch einen englischen Landschaftsgarten ersetzt. Hinzu kamen die Verbreiterung des Wassergrabens, das Niederlegen der Ringmauer und Veränderungen im Inneren der Gebäude. Im Zuge der Restaurierung der Schlosskapelle in den Jahren 1851 bis 1854 erhielt diese ihre heutige Vertäfelung aus dem 14. Jahrhundert. Sie stammt aus der Kapelle der Burg Châteauneuf-en-Auxois, die sich ebenfalls im Besitz der Familie befand. Zwischen 1850 und 1860 kamen Umgestaltungen des Interieurs hinzu, die nach Plänen des Pariser Architekten Pierre-Charles Dusillon vorgenommen wurden. Dieser lieferte auch die Entwürfe für eine realisierte Neugestaltung des Pferdestalls.
Während des Zweiten Weltkriegs von deutschen Truppen besetzt, doch ohne dadurch Schäden davongetragen zu haben, steht das Schloss seit 1973 Besuchern zur Besichtigung offen. Seit 1980 lassen die Besitzer die Anlage stufenweise restaurieren und instand setzen. Neben der Nutzung als Museum dient das Schloss heute als Veranstaltungsort, denn sowohl das Außengelände als auch der Marstall können für Festlichkeiten und Empfänge angemietet werden.

## Beschreibung
Die Schlossanlage von Commarin besteht aus einem Hauptgebäude samt Vorhof, das auf einer von Wassergräben umgebenen Schlossinsel steht, und einem etwa ein Hektar großen Vorburgareal, auf dem sich die einstigen Wirtschaftsgebäude befinden. Der Eingang zum Schloss wird durch ein schmiedeeisernes Gittertor markiert, auf das aus nordöstlicher Richtung eine zwei Kilometer lange Allee zuführt.

### Gebäude

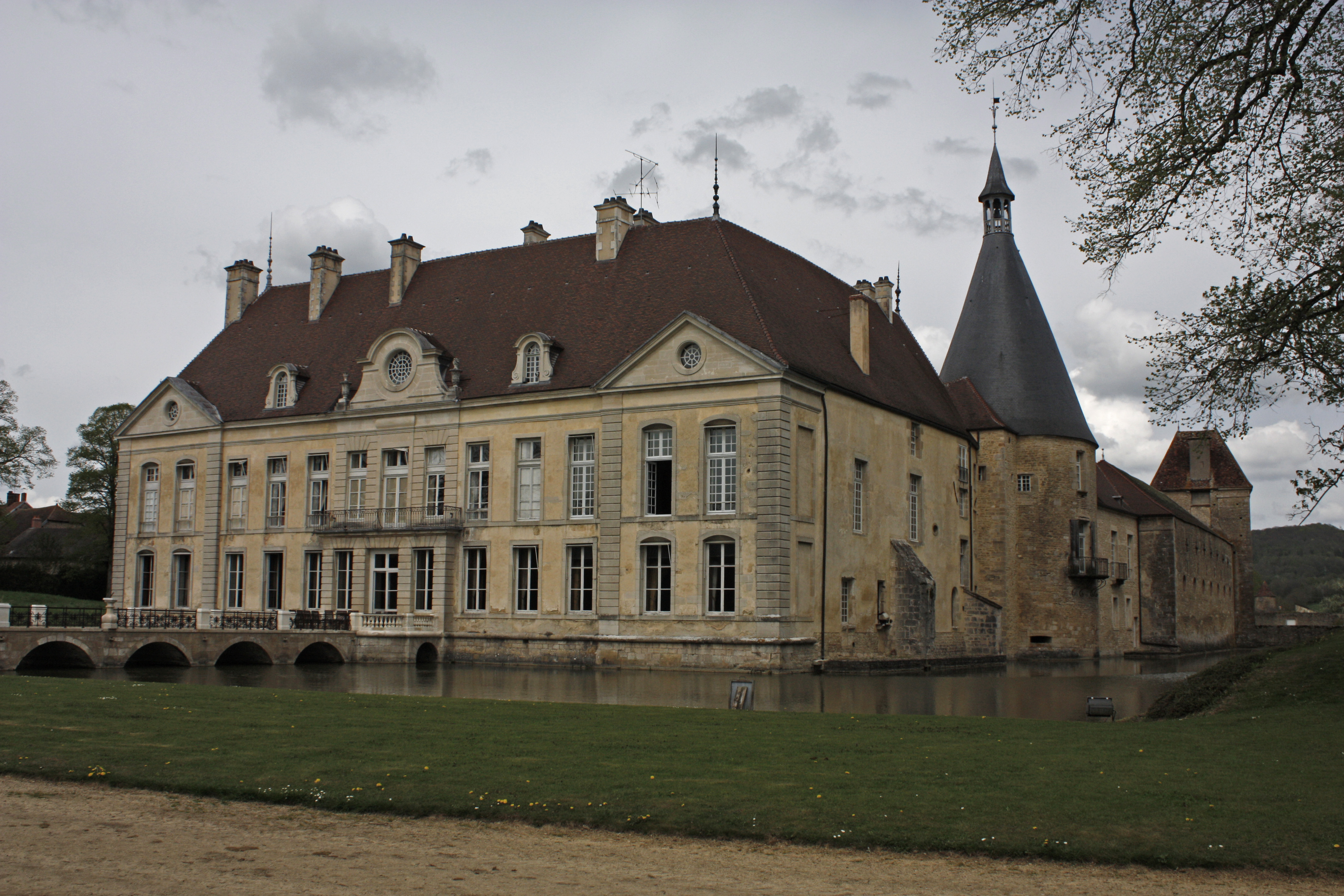
Südansicht des Logis; rechts im Bild: der Tour d’horloge und die Pferdeställe

Der Grundriss des heutigen Gebäudeensembles auf der Schlossinsel ist immer noch maßgeblich von der Konzeption der mittelalterlichen Vorgängeranlage bestimmt. Das nach Nordosten offene, dreiflügelige Logis aus verputztem Bruchsteinmauerwerk mit Fassaden im Stil des klassizistischen Barocks besitzt an den nach außen gelegenen Ecken der Seitenflügel zwei massive zweigeschossige Rundtürme mit schiefergedeckten Kegeldächern. Die Gebäudeflügel umrahmen auf diese Weise einen Ehrenhof. Der südliche Turm wird Tour d’horloge genannt und ist von einer Laterne bekrönt. Beide Türme besitzen im Keller einen einzigen großen Raum und ein darüber liegendes Hochparterre. Deren Fenster haben – ebenso wie die des ersten Obergeschosses – plastische Dekorationen in Kielbogenform.
Sowohl der mittlere Trakt an der Südwestseite als auch der Nordwestflügel, der Flügel Ludwigs XIV. (französisch: aile Louis XIV) genannt wird, besitzen zwei Geschosse, während der gleich hohe Südostflügel, mit Flügel Ludwigs XIII. (französisch: aile Louis XIII) bezeichnet, drei Geschosse aufweist. Anhand von umlaufenden Gesimsen auf Höhe der Fensterbänke sind sie gestalterisch voneinander abgesetzt. Die hofseitige Fassade des Mittelbaus ist durch Fenster in sieben Achsen unterteilt, von denen sich die drei mittleren in eine vorpsringen Mittelrisalit befinden, der im ersten Geschoss einen kleinen Balkon mit schmiedeeisernem Gitter aufweist. Auf Höhe des Dachgeschosses ist der Risalit von einem rundbogigen Giebelfeld mit Wappenreliefs bekrönt. Das Allianzwappen über dem Eingang zum Südostflügel erinnert an seinen Erbauer Charles I. de Vienne und seine Frau Marguerite Fauche de Domprel. Der zweite, hofseitige Eingang dieses Gebäudetrakts führt in die Schlosskapelle.
Der Mittelrisalit des Südwestflügels wiederholt sich an seiner Gartenfassade, jedoch weist dessen dortiger Giebel keine Wappendarstellungen, sondern ein Ochsenauge auf. Vom ebenerdigen Ausgang in der Mittelachse des Risalits führt eine sechsbogige Brücke über den Graben in den über fünf Hektar großen Schlosspark. Die zwei flachen Eckrisalite der Gartenfassade besitzen Eckmauerwerk in Rustikaoptik.
Im Nordosten ist die Schlossinsel über eine gemauerte, einbogige Brücke zu betreten. Der Standort des einstigen Portals wird heute durch zwei Löwenskulpturen markiert.

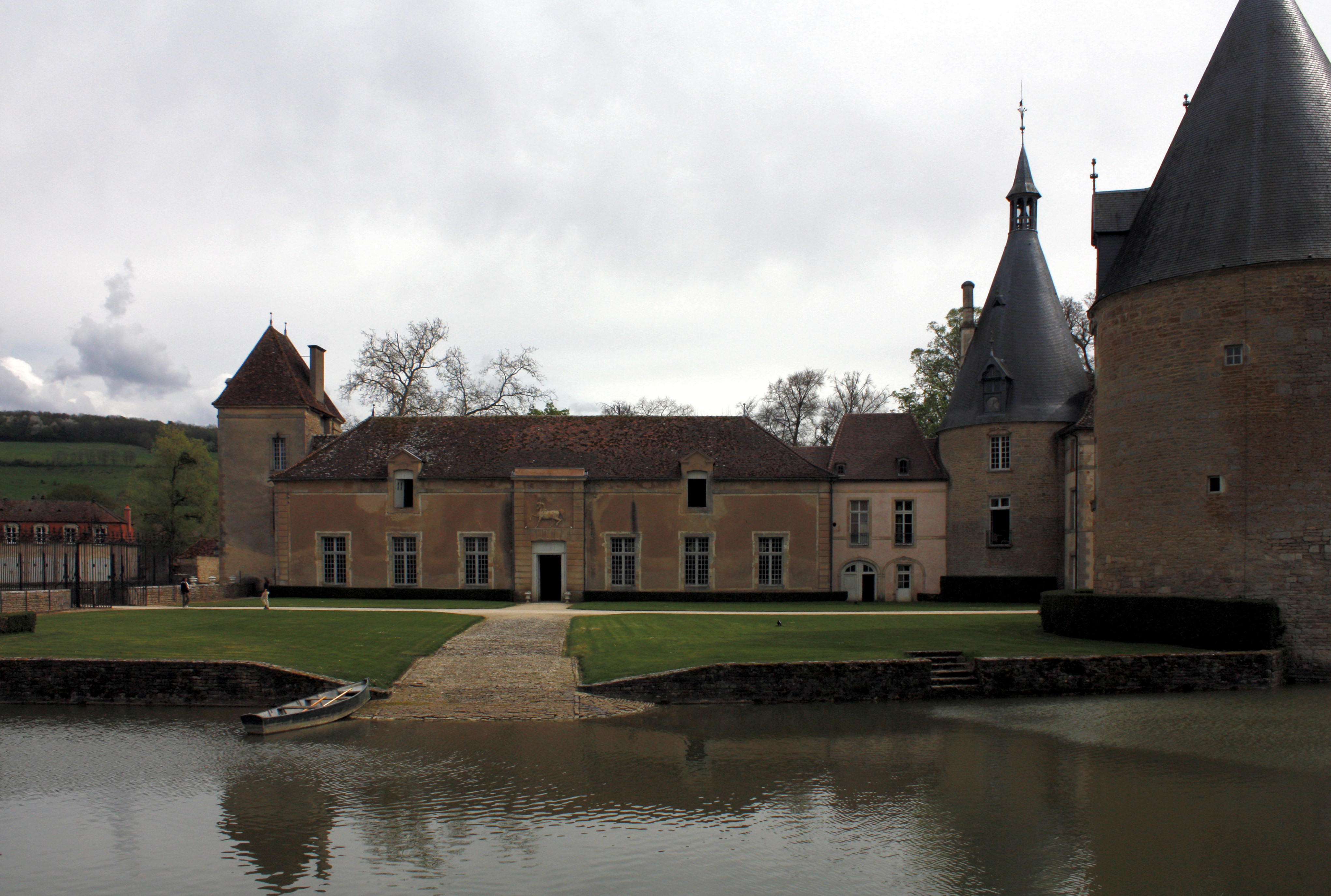
Nordwest-Ansicht des Marstalls

Der südliche Rundturm ist über einen zweigeschossigen Pavillonbau mit dem eingeschossigen Marstall verbunden. Über dessen Eingang zeugt ein Pferderelief von seiner ehemaligen Funktion. Dem Gebäude schließt sich am Nordende ein viereckiger Turm an, der die Ostecke der Schlossinsel markiert. Seine drei Geschosse sind von einem ziegelgedeckten Pyramidendach abgeschlossen. Ein sehr ähnlicher Turm steht an der nördlichen Ecke der Insel. Dieser besitzt noch einen kleinen Anbau, welcher der einzige Rest des ehemaligen, dort befindlichen Vorburgflügels ist. Dem Marstall gegenüberliegend, existiert noch eine gepflasterte Rampe, die zum nördlichen Teil des Wassergrabens hinunterführt und davon zeugt, dass dieser früher als Pferdetränke genutzt wurde.
Das äußere Vorburggelände ist nicht nur der Standort mehrerer Wirtschaftsgebäude, die in der Mitte des 18. Jahrhunderts errichtet wurden, sondern dort befindet sich an der Nordseite auch ein aufwändig gestaltetes Portal aus der ersten Hälfte des 17. Jahrhunderts, das im 19. Jahrhundert von der Nordostseite der Schlossinsel an seinen heutigen Platz versetzt wurde. Das aus behauenem Werkstein gefertigte Bauwerk besitzt eine rundbogige Tordurchfahrt die von einer Ädikula bekrönt ist und von toskanischen Säulen flankiert wird. Über diesen finden sich zwei Steintafeln mit dem Motto der Familie de Vienne: „TOUT BIEN A VIENNE“.

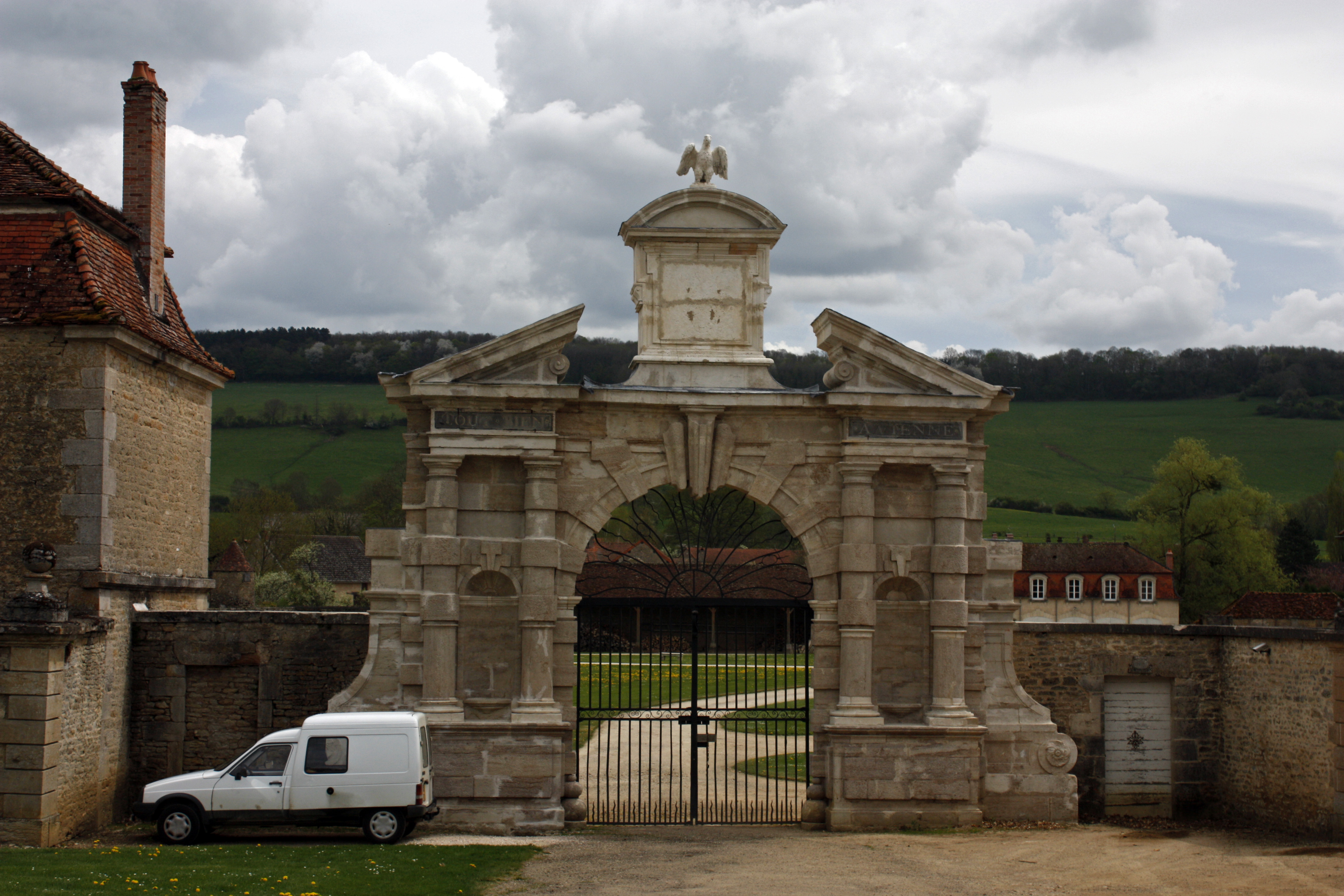
Portal an der Nordseite der Vorburg

Insgesamt macht die Anlage auf den ersten Blick einen sehr regelmäßigen und symmetrischen Eindruck und scheint mit der Architektur des klassizistischen Barocks völlig konform zu gehen. Bei genauerem Hinsehen entdeckt der Betrachter jedoch zahlreiche Unregelmäßigkeiten, welche die typische Symmetrie zerstören. Dazu gehört zum Beispiel die Tatsache, dass der lange, geradlinige Zufahrtsweg nicht die Mittelachse der Anlage trifft und die westlich des Logis liegenden langgestreckten Wasserbassins weder in einer Achse mit dem Schloss noch der Zufahrtsallee liegen. Hinzu kommt, dass die beiden Seitenflügel des Haupthauses unterschiedliche Geschosszahlen aufweisen und damit ebenfalls keine perfekte Symmetrie herstellen. Ähnliches gilt für die beiden Rundtürme an deren Enden: Sie sind weder gleich hoch noch besitzen sie den gleichen Umfang.

### Innenräume
Viel von der heutigen Innenausstattung ist stark von den Umbauten unter Marie-Judith de Vienne geprägt. Bei einer Schlossführung kann deshalb das noch fast authentisch erhaltene Appartement der Marquise in einem der beiden Rundtürme mit der Ausstattung des 18. Jahrhunderts besichtigt werden. In einem der Antichambres sind hingegen viert wertvolle Tapisserien des 16. Jahrhunderts ausgestellt. Sie wurden anlässlich der Eheschließungen von Jacques de Dinteville mit Alix de Pontailler und von Bénigne de Dinteville mit Girard de Vienne angefertigt und stammen aus der Zeit von 1516 bis 1522.
Im Erdgeschoss des Südflügels findet sich die gotische Kapelle mit ihrem zweijochigen Kreuzgewölbe. Sie stammt noch aus der mittelalterlichen Vorgängeranlage des Schlosses. In ihr findet sich ein Triptychon aus dem Jahr 1526 mit Porträts Girard de Viennes und seiner Frau. Ursprünglich hatte es Girard für die Sainte-Chapelle de Dijon anfertigen lassen.
Kunsthistorisch auch sehr wertvoll ist das tonnengewölbte Treppenhaus mit seiner monumentalen, zweiläufigen Treppe, die vom Erdgeschoss des Südostflügels in das darüber liegende Stockwerk führt. Besonders auffällig ist ihre üppige, plastische Stuckdekoration. Der rund 200 m² große Saal im ersten Obergeschoss dieses Schlosstrakts, Grand salle genannt, besitzt als besondere Ausstattungsmerkmale eine 5,5 Meter hohe Decke sowie wertvolle Fußbodenkacheln mit Blattmotiven. Neben einem großen Porträt des französischen Königs Karl X. ist in dem Raum eine umfangreiche Porträtsammlung mit Bildnissen der Schlossbesitzer und ihrer Familien zu sehen. Ebenfalls sehenswert ist die große Schlossbibliothek, in der eine vollständige Ausgabe der von Diderot und d’Alembert herausgegebenen Encyclopédie aufbewahrt wird.